# Guglielmo di Baux
Guglielmo I di Baux o del Baus o del Balzo (1155 circa – giugno 1218) è stato un importante nobiluomo provenzale, 2º principe d'Orange (dal 1182 fino alla sua morte) e trovatore in lingua occitana, originario di Valchiusa.

## Biografia
Guglielmo era il figlio di Bertrando di Baux (6° signore sovrano di Les Baux e primo principe di Orange, che fu uno dei maggiori mecenati della poesia occitana) e di Tiburge de Montpellier Tibors de Sarenom principessa d'Orange, una delle sorelle di Raimbaut d'Aurenga, anche lei una trobairitz. L'8 gennaio 1215, l'imperatore Federico II, allorché cercava di rendere effettivo il proprio potere nel Regno di Borgogna, da Metz investì Guglielmo dell'intero "Regno di Arles e Vienne". Sembra possibile che, nelle lotte contro l'eresia, nell'estate del 1216 Guglielmo venga imprigionato ad Avignone; ma, una volta libero e con il sostegno del Papa Onorio III, prende parte all'assedio di quella città, dove viene catturato nel giugno del 1218 e spellato vivo dagli eretici. I figli di Guglielmo continueranno a rivendicare il Regno di Arles fino al 23 agosto 1257 quando Raimondo I cederà tutti i propri diritti al conte di Provenza, il re Carlo I d'Angiò.

## Mecenate e trovatore
In base a quanto ci racconta la sua vida, Guglielmo, oltre ad avere contatti con altri trovatori, era anche mecenate, uomo di lettere e trovatore, ereditando il suo amore per la poesia lirica dai suoi genitori, loro stessi mecenati e compositori. Del suo corpus poetico si conservano due scambi di coblas e un sirventese:
- una cobla (Be m meraveill de vos, En Raimbaut[6]) in risposta a Tuich me pregon, Engles, qe vos don sauts[6] di Raimbaut d'Aurenga
- una cobla (Liautatz ses tricharia) in risposta a Physica et astronomia di Uc de Saint Circ
- un sirventes (En Gui, a tort mi menassatz[6]) in risposta a un altro sirventese (Seigneiras e cavals armatz[7]), scritto contro di lui da Gui de Cavalhon[4].

          En Gui, a tort mi menassatz

          e faitz hi que desmezuratz,

          quar m’anatz troban ochaison;

          qu’ieu vos dic, si Dieus mi perdon,

          qu’anc per mi no fotz encaussatz,

          ni vencutz, ni desbaratatz,

          ni fui al vensemen d’Usson.

          [...]
Questo aspro scambio di cobbole può essere stato composto con tutta probabilità tra il 1216 e il 1218, forse dopo la presa di Beaucaire
Si conserva una razó aneddotica che descrive come Guglielmo deruba un mercante francese, il quale successivamente presenta il suo caso davanti al re, Filippo Augusto, ma la sua denuncia viene respinta poiché il fatto "si è verificato troppo lontano" (vale a dire, fuori dalla giurisdizione francese in Provenza). Il mercante successivamente falsifica il sigillo reale usandolo per adescare Guglielmo nella sua (innominata) città con la promessa di ricompense. Quando Guglielmo e i suoi compagni arrivano in città, il mercante li fa arrestare e imprigionare finché essi non abbiano fatta ammenda di ciò che avevano sottratto impunemente. Al suo ritorno in Provenza, si presume che Guglielmo si sia appropriato di un pezzo di terra ("la Osteilla" o "Estella") appartenente ad Ademar II di Valentinois, ma viene catturato da un pescatore di Ademar che si trovava in un piccolo battello sul Rodano. Questo evento ispira una cobla (Tuit me pregon, Engles, qu'eu vos don saut) del trovatore suo cognato Raimbaut de Vaqueiras, il quale soprannomina Guglielmo, non si sa per quale ragione, Engles (l'inglese). In essa Raimbaut sdegnato rimprovera aspramente, e non senza ironia, Guilhem di aver fatto un folle viaggio senza averne ricavato maggior saggezza. Questi gli risponde con Be'm meravill de vos, en Raimbaut, dove manifesta sorpresa per questa sconvolgente presa di posizione nei suoi confronti, dato che Raimbaut stesso era noto a tutti per le sue follie e brame.
          Be m meraveill de vos, En Raimbaut,

          com vos es tan contra me irascutz,

          qu'en bren seretz per fol reconogutz

          plus qu'En Peyrols que hom ten per Arnaut.

          Anatz vos en al rei de Barsalona

          e als autres, si com avetz enpres,

          que mais amatz derniers e paubr'arnes

          qu'enconogutz l'amor de Na Falcona.
Raimbaut risponderà ancora con un'altra cobla Engles, ben tost vengut n'Aimar l'asaut.

## Discendenza
Guglielmo sposa Ermengarda, figlia di Raimondo di Mévouillon, ma divorzia da lei il 21 marzo del 1203. I loro figli, Guglielmo II, Raimondo I e Bertrando II, succedono al padre nel governo del principato di Orange. Guglielmo si risposa con una donna chiamata Alix dalla quale non sembra abbia avuto discendenti. Guglielmo ebbe anche una figlia chiamata Tibors che sposò Giraud III Amic, signore di Thor de Châteauneuf.